# Homalictus achrostus
Homalictus achrostus — вид перетинчастокрилих комах родини галіктид (Halictidae).

## Поширення
Ендемік Фіджі. Виявлений лише на горі Батіламу на висоті 1110—1118 м над рівнем моря неподалік міста Наді на острові Віті-Леву.

## Опис
Дрібні бджоли, завдовжки до 5 мм. Тіло чорного забарвлення.

## Спосіб життя
Веде одиночний спосіб життя. Гніздо облаштовує в ґрунті.